# فيل ماسينغا
فيليمون ماسينغا (بالإنجليزية: Phil Masinga)‏، من مواليد 28 يونيو 1969 في كلريكسدورب، لاعب كرة قدم جنوب أفريقي سابق.
لعب مع عدة أندية مثل جومو كوسموس وماميلودي سندونز ونادي ليدز يونايتد الإنجليزي.
و قد لعب مع منتخب جنوب أفريقيا لكرة القدم 58 مباراة وسجل 18 هدف.

## روابط خارجية
- فيل ماسينغا على موقع الاتحاد الدولي (مؤرشف)  (الإنجليزية)
- فيل ماسينغا على موقع قاعدة بيانات كرة القدم.إي يو (الإنجليزية)
- فيل ماسينغا على موقع ناشيونال فوتبول تيمز (الإنجليزية)
- فيل ماسينغا على موقع Soccerbase.com (لاعب) (الإنجليزية)
- فيل ماسينغا على موقع عالم كرة القدم.نت (الإنجليزية)
- فيل ماسينغا على موقع كووورة